# Okres Brno-město
 Okres Brno-město (deutsch Statutarstadt Brünn) befindet sich in der Jihomoravský kraj im südwestlichen Tschechien. 
Brno-město umfasst das Stadtgebiet von Brünn, der zweitgrößten Stadt in Tschechien und des Zentrums Mährens. Auf dem Gebiet des Stadtbezirks lebt etwa ein Drittel der Bevölkerung der südmährischen Region (Jihomoravský kraj). Knapp ein Zehntel der Gesamtfläche ist bebaut, auf landwirtschaftlich nutzbare Fläche entfallen etwa zwei Drittel und 28 % nehmen Waldgebiete ein.
Die Stadt gehört zu den ältesten Industriegebieten, aber auch Handels- und Messezentren Europas. Von den 194.000 Erwerbstätigen sind etwa 19 % in der Industrie beschäftigt, 13 % im Handel, 10 % im Bau, 39 % in unternehmensbezogenen Dienstleistungen, 16 % im Bildungs- und Gesundheitsbereich. Die Arbeitslosigkeit beträgt 9,1 %, davon sind ein Viertel Jugendliche.
In der Stadt findet man eine Reihe von Denkmälern.

## Gemeinden
- Brünn

Koordinaten: 49° 13′ N, 16° 35′ O